# Xã Sharon, Quận Le Sueur, Minnesota
Xã Sharon (tiếng Anh: Sharon Township) là một xã thuộc quận Le Sueur, tiểu bang Minnesota, Hoa Kỳ. Năm 2010, dân số của xã này là 636 người.